# Finnes du noensteds ikveld
Finnes du noensteds ikveld (Nederlands, vrij vertaald: Doe je iets vanavond) is een studioalbum van Ketil Bjørnstad. Hij nam het in juni 1976 op in de geluidsstudio van Arne Bendiksen in Oslo. Muziekproducent was Svein Erik Børja.

## Musici
- Ketil Bjørnstad – piano
- Knut Riisnæs – sopraansaxofoon, tenorsaxofoon
- Arild Andersen – contrabas, basgitaar
- Pål Thowsen – drumstel

## Muziek
| Nr. | Titel                                        | Duur |
| --- | -------------------------------------------- | ---- |
| 1.  | Finnes du noensteds ikveld (Ketil Bjørnstad) | 4:47 |
| 2.  | Åpne havner (Ketil Bjørnstad)                | 5:42 |
| 3.  | Idioter vil alltid synge (Ketil Bjørnstad)   | 3:02 |
| 4.  | Drømmeleken (Ketil Bjørnstad)                | 3:17 |
| 5.  | Mens du sover (Ketil Bjørnstad)              | 3:55 |
| 6.  | Huset ved stranden (Ketil Bjørnstad)         | 5:00 |
| 7.  | Den milde vinden nordfra (Ketil Bjørnstad)   | 3:01 |
| 8.  | Se deg I speilet (Ketil Bjørnstad)           | 4:40 |
| 9.  | Vinterbyen (Ketil Bjørnstad)                 | 4:26 |
| 10. | Takk og farvel (Ketil Bjørnstad)             | 3:14 |